# Список умерших в 762 году

## Май
- 3 мая — Сюань-цзун (76), китайский император (712—756).
- 16 мая — Су-цзун (50), китайский император (756—762).

## Дата смерти неизвестна или требует уточнения
- Винех, хан Болгарии (756—762).
- Гизульф, герцог Сполето (760—761).
- Исмаил ибн Джафар, шестой имам и эпоним исмаилитов.
- Ли Бо, китайский поэт.
- Падмасамбхава, индийский учитель буддийской тантры.
- Этельберт II, король Кента (725—762).